# Moto G10
El Moto G10 es una familia de teléfonos inteligentes desarrollados por Motorola Mobility. Es la décima generación de la familia Moto G.

## Comparación

### Moto G en Estados Unidos
|                              | Moto G Play                                         | Moto G Power                                             | Moto G Stylus                                                             | Moto G Stylus 5G                                      | Moto G Pure                                 |
| ---------------------------- | --------------------------------------------------- | -------------------------------------------------------- | ------------------------------------------------------------------------- | ----------------------------------------------------- | ------------------------------------------- |
| Modelo                       | XT2093-3 XT2093-7 XT2093-DL XT2093DL                | XT2117                                                   | XT2115 XT2115-1                                                           | XT2131 XT2131DL XT2131-1 XT2131-3 XT2131-4            | XT2163-4 XT2163-4                           |
| Lanzamiento                  | 14 de enero de 2021                                 | 14 de enero de 2021                                      | 14 de enero de 2021                                                       | 7 de junio de 2021                                    | 7 de octubre de 2021                        |
| Sistema operativo            | Android 10                                          | Android 10                                               | Android 10                                                                | Android 11 Android 12                                 | Android 11                                  |
| Tamaño de la pantalla        | 6.5 pulgadas                                        | 6.6 pulgadas                                             | 6.8 pulgadas                                                              | 6.8 pulgadas                                          | 6.5 pulgadas                                |
| Resolución de pantalla       | 720 x 1600 pixeles                                  | 720 x 1600 pixeles                                       | 1080 x 2400 pixeles                                                       | 1080 x 2400 pixeles                                   | 720 x 1600 pixeles                          |
| Relación pantalla-cuello     | 80.6%                                               | 83.8%                                                    | 84.8%                                                                     | 85.0%                                                 | 80.6%                                       |
| Tecnología de pantalla       | IPS LCD                                             | IPS LCD                                                  | IPS LCD                                                                   | LTPS IPS LCD                                          | IPS LCD                                     |
| Tasa de refresco             | 60Hz                                                | 60Hz                                                     | 60Hz                                                                      | 60Hz                                                  | 60Hz                                        |
| Recorte de pantalla          | Notch                                               | Pinhole                                                  | Pinhole                                                                   | Pinhole                                               | Notch                                       |
| Procesador                   | Qualcomm SM4250 Snapdragon 460 (11nm)               | Qualcomm SM6115 Snapdragon 662 (11nm)                    | Qualcomm SDM638 Snapdragon 678 (11nm)                                     | Qualcomm SM4350 Snapdragon 480 (8nm)                  | MediaTek MT6762G Helio G25 (12nm)           |
| CPU                          | 4x1.8 GHz Kryo 240 Gold y 4x1.6 GHz Kryo 240 Silver | 4x2.0 GHz Kryo 260 Gold y 4x1.8 GHz Kryo 260 Silver      | 2x2.2 GHz Kryo 460 Gold y 6x1.7 GHz Kryo 460 Silver                       | 2x2.0 GHz Kryo 460 Gold y 6x1.8 GHz Kryo 460 Silver   | 4x2.0 GHz Cortex-A53 y 4x1.5 GHz Cortex-A53 |
| GPU                          | Adreno 610                                          | Adreno 610                                               | Adreno 612                                                                | Adreno 619                                            | PowerVR GE8320                              |
| Almacenamiento interno       | 32 GB                                               | 32/64 GB                                                 | 128 GB                                                                    | 128/256 GB                                            | 32 GB                                       |
| Almacenamiento externo       | MicroSDXC hasta 512 GB                              | MicroSDXC hasta 512 GB                                   | MicroSDXC hasta 512 GB                                                    | MicroSDXC hasta 1 TB                                  | MicroSDXC hasta 512 GB                      |
| RAM                          | 3 GB                                                | 3/4 GB                                                   | 4 GB                                                                      | 4/6 GB                                                | 3 GB                                        |
| Cámara frontal               | Imagen: 5 MP Video: 1080p@30fps                     | Imagen: 8 MP Video: 1080p@30fps gyro-EIS                 | Imagen: 16 MP Video: 1080p@30fps gyro-EIS                                 | Imagen: 16 MP Video: 1080p@30fps                      | Imagen: 5 MP Video: 1080p@30fps             |
| Cámaras traseras             | Imagen: 13 MP, 2 MP Video: 1080p@30/60fps           | Imagen: 48 MP, 2 MP, 2 MP Video: 1080p@30/60fps gyro-EIS | Imagen: 48 MP, 8 MP, 2 MP, 2 MP Video: 4K@30fps o 1080p@30/60fps gyro-EIS | Imagen: 48 MP, 8 MP, 5 MP, 2 MP Video: 1080p@30/60fps | Imagen: 13 MP, 2 MP Video: 1080p@30fps      |
| Flash trasero                | Flash LED HDR Panorama                              | Flash LED HDR Panorama                                   | Flash LED HDR Panorama                                                    | Flash LED HDR Panorama                                | Flash LED HDR Panorama                      |
| Audio                        | Altavoz, conector de audio 3.5mm                    | Altavoz, conector de audio 3.5mm                         | Altavoz, conector de audio 3.5mm                                          | Altavoz, conector de audio 3.5mm                      | Altavoz, conector de audio 3.5mm            |
| Wi-Fi                        | Wi-Fi 802.11 a/b/g/n/ac doble banda, Wi-Fi Direct   | Wi-Fi 802.11 a/b/g/n/ac doble banda, Wi-Fi Direct        | Wi-Fi 802.11 a/b/g/n/ac doble banda, Wi-Fi Direct                         | Wi-Fi 802.11 a/b/g/n/ac doble banda, Wi-Fi Direct     | Wi-Fi 802.11 a/b/g/n/ac doble banda         |
| Bluetooth                    | 5.0, A2DP, LE                                       | 5.0, A2DP, LE                                            | 5.0, A2DP, LE                                                             | 5.0, A2DP, LE                                         | 5.0, A2DP, LE                               |
| GPS                          | Si                                                  | Sí                                                       | Sí                                                                        | Sí                                                    | Sí                                          |
| NFC                          | No                                                  | No                                                       | No                                                                        | No                                                    | No                                          |
| Escáner de huellas digitales | Parte trasera                                       | Lateral                                                  | Lateral                                                                   | Lateral                                               | Parte trasera                               |
| Batería                      | 5000 mAh no removible, Li-Po                        | 5000 mAh no removible, Li-Po                             | 4000 mAh no removible, Li-Po                                              | 5000 mAh no removible, Li-Po                          | 4000 mAh no removible, Li-Po                |
| Carga                        | USB-C, 10W                                          | USB-C, 15 W TurboPower                                   | USB-C, 10W                                                                | USB-C, 10W                                            | USB-C, 10W                                  |
| USB                          | USB 2.0                                             | USB 2.0                                                  | USB 2.0                                                                   | USB 2.0                                               | USB 2.0                                     |
| Peso                         | 204 g                                               | 207 g                                                    | 213 g                                                                     | 217 g                                                 | 188 g                                       |
| Dimensiones                  | 166.6 x 76 x 9.4 mm                                 | 165.3 x 75.9 x 9.5 mm                                    | 169.8 x 77.9 x 9 mm                                                       | 169.5 x 77.5 x 9.4 mm                                 | 167.4 x 75.6 x 8.8 mm                       |
| Color                        | Azul brumoso                                        | •Gris flash •Plata polar                                 | •Aurora negra •Aurora blanca                                              | Esmeralda cosmica                                     | Indigo profundo                             |

### Moto G en el resto del mundo
|                               | G10                                                                            | G10 Power                                                                      | G20                                                                            | G30                                                                            | G50                                                        | G50 5G                                                     | G40 Fusion                                                       | G60                                                               | G60S                                                                           | G100 (Edge S)                                                             |
| ----------------------------- | ------------------------------------------------------------------------------ | ------------------------------------------------------------------------------ | ------------------------------------------------------------------------------ | ------------------------------------------------------------------------------ | ---------------------------------------------------------- | ---------------------------------------------------------- | ---------------------------------------------------------------- | ----------------------------------------------------------------- | ------------------------------------------------------------------------------ | ------------------------------------------------------------------------- |
| Número Modelo                 | XT2127                                                                         | XT2127-4                                                                       | XT2128                                                                         | XT2129                                                                         | XT2137-1, XT2137-2                                         | XT2149-1                                                   | XT2147                                                           | XT2135                                                            | XT2133                                                                         | XT2125                                                                    |
| Nombre clave                  | capri                                                                          | capri                                                                          | Java                                                                           | Caprip                                                                         | ibiza                                                      | saipan                                                     | Hanoip                                                           | Hanoip                                                            | Lisbon                                                                         | Nio                                                                       |
| Lanzamiento                   | Marzo de 2021                                                                  | Marzo de 2021                                                                  | mayo de 2021                                                                   | marzo de 2021                                                                  | abril de 2021                                              | agosto de 2021                                             | mayo de 2021                                                     | abril de 2021                                                     | agosto de 2021                                                                 | abril de 2021                                                             |
| Sistema operativo             | Android 11                                                                     | Android 11                                                                     | Android 11                                                                     | Android 11                                                                     | Android 11                                                 | Android 11                                                 | Android 11                                                       | Android 11                                                        | Android 11                                                                     | Android 11                                                                |
| Tamaño de pantalla            | 6.5 pulgadas                                                                   | 6.5 pulgadas                                                                   | 6.5 pulgadas                                                                   | 6.5 pulgadas                                                                   | 6.5 pulgadas                                               | 6.5 pulgadas                                               | 6.8 inches                                                       | 6.8 inches                                                        | 6.8 inches                                                                     | 6.7 inches                                                                |
| Resolución de pantalla        | HD+ 720 x 1600 pixeles (20:9 a 270 ppi)                                        | HD+ 720 x 1600 pixeles (20:9 a 270 ppi)                                        | HD+ 720 x 1600 pixeles (20:9 a 270 ppi)                                        | HD+ 720 x 1600 pixeles (20:9 a 270 ppi)                                        | HD+ 720 x 1600 pixeles (20:9 a 270 ppi)                    | HD+ 720 x 1600 pixeles (20:9 a 270 ppi)                    | FHD+ 1080 x 2460 píxeles (20.5:9 at 396 ppi)                     | FHD+ 1080 x 2460 píxeles (20.5:9 at 396 ppi)                      | FHD+ 1080 x 2460 píxeles (20.5:9 at 396 ppi)                                   | FHD+ 1080 x 2520 píxeles (21:9 at 409 ppi)                                |
| Relación pantalla-cuerpo      | 82.2%                                                                          | 81.6%                                                                          | 81.6%                                                                          | 82.2%                                                                          | 83.2%                                                      | 80.5%                                                      | 85.3%                                                            | 85.3%                                                             | 85.3%                                                                          | 84.1%                                                                     |
| Tecnología de pantalla        | IPS LCD capacitive touchscreen                                                 | IPS LCD capacitive touchscreen                                                 | IPS LCD capacitive touchscreen                                                 | IPS LCD capacitive touchscreen                                                 | IPS LCD capacitive touchscreen                             | IPS LCD capacitive touchscreen                             | IPS LCD capacitive touchscreen                                   | IPS LCD capacitive touchscreen                                    | IPS LCD capacitive touchscreen                                                 | IPS LCD capacitive touchscreen                                            |
| Tasa de refresco              | 60 Hz                                                                          | 60 Hz                                                                          | 90 Hz                                                                          | 90 Hz                                                                          | 90 Hz                                                      | 90 Hz                                                      | 120 Hz                                                           | 120 Hz                                                            | 120 Hz                                                                         | 90 Hz                                                                     |
| Recorte de pantalla           | Notch                                                                          | Notch                                                                          | Notch                                                                          | Notch                                                                          | Notch                                                      | Notch                                                      | Pinhole                                                          | Pinhole                                                           | Pinhole                                                                        | Double pinhole                                                            |
| Procesador                    | Qualcomm Snapdragon 460                                                        | Qualcomm Snapdragon 460                                                        | Unisoc T700                                                                    | Qualcomm Snapdragon 662                                                        | Qualcomm Snapdragon 480                                    | MediaTek Dimensity 700                                     | Qualcomm Snapdragon 732G                                         | Qualcomm Snapdragon 732G                                          | MediaTek Helio G95                                                             | Qualcomm Snapdragon 870                                                   |
| CPU                           | 4x1.8 GHz Kryo 240 & 4x1.8 GHz Kryo 240                                        | 4x1.8 GHz Kryo 240 & 4x1.8 GHz Kryo 240                                        | 2x1.8 GHz Cortex-A75 & 6x1.8 GHz Cortex-A55                                    | 4x2.0 GHz Kryo 260 & 4x1.8 GHz Kryo 260                                        | 2x2.0 GHz Kryo 460 & 6x1.8 GHz Kryo 460                    | 2x2.2 GHz Cortex-A76 & 6x2.0 GHz Cortex-A55                | 2x2.3 GHz Kryo 470 & 6x 1.8 GHz Kryo 470                         | 2x2.3 GHz Kryo 470 & 6x 1.8 GHz Kryo 470                          | 2x2.05 GHz Cortex-A76 & 6x2.0 GHz Cortex-A55                                   | 1x3.2 GHz Kryo 585 & 3x2.4 GHz Kryo 585 & 4x1.8 GHz Kryo 585              |
| GPU                           | Adreno 610                                                                     | Adreno 610                                                                     | Mali-G52                                                                       | Adreno 610                                                                     | Adreno 619                                                 | Mali-G57 MC2                                               | Adreno 618                                                       | Adreno 618                                                        | Mali-G76 MC4                                                                   | Adreno 650                                                                |
| RAM                           | 4 GB                                                                           | 4 GB                                                                           | 4 GB                                                                           | 4/6 GB                                                                         | 4 GB                                                       | 4 GB                                                       | 4/6 GB                                                           | 6 GB                                                              | 6 GB                                                                           | 8/12 GB                                                                   |
| Almacenamiento                | 64/128 GB                                                                      | 64 GB                                                                          | 64/128 GB                                                                      | 128 GB                                                                         | 64/128 GB                                                  | 128 GB                                                     | 64/128 GB                                                        | 128 GB                                                            | 128 GB                                                                         | 128/256 GB                                                                |
| Almacenamiento expandible     | microSDXC de hasta 512 GB                                                      | microSDXC de hasta 1 TB                                                        | microSDXC de hasta 1 TB                                                        | microSDXC de hasta 512 GB                                                      | microSDXC de hasta 1 TB                                    | microSDXC de hasta 1 TB                                    | microSDXC de hasta 1 TB                                          | microSDXC de hasta 1 TB                                           | microSDXC de hasta 1 TB                                                        | microSDXC de hasta 1 TB                                                   |
| Wi-Fi                         | Wi-Fi 802.11 a/b/g/n/ac y soporte de doble banda                               | Wi-Fi 802.11 a/b/g/n/ac y soporte de doble banda                               | Wi-Fi 802.11 a/b/g/n/ac y soporte de doble banda                               | Wi-Fi 802.11 a/b/g/n/ac y soporte de doble banda                               | Wi-Fi 802.11 a/b/g/n/ac y soporte de doble banda           | Wi-Fi 802.11 a/b/g/n/ac y soporte de doble banda           | Wi-Fi 802.11 a/b/g/n/ac y soporte de doble banda                 | Wi-Fi 802.11 a/b/g/n/ac y soporte de doble banda                  | Wi-Fi 802.11 a/b/g/n/ac y soporte de doble banda                               | Wi-Fi 802.11 a/b/g/n/ac/6 and dual band support                           |
| Bluetooth                     | 5.0, A2DP, LE                                                                  | 5.0, A2DP, LE                                                                  | 5.0, A2DP, LE                                                                  | 5.0, A2DP, LE                                                                  | 5.0, A2DP, LE                                              | 5.0, A2DP, LE                                              | 5.0, A2DP, LE                                                    | 5.0, A2DP, LE                                                     | 5.0, A2DP, LE                                                                  | 5.1, A2DP, LE                                                             |
| NFC                           | Si                                                                             | Si                                                                             | Si                                                                             | Si                                                                             | Si                                                         | Si                                                         | Si                                                               | Si                                                                | Si                                                                             | Yes                                                                       |
| GPS                           | Si                                                                             | Si                                                                             | Si                                                                             | Si                                                                             | Si                                                         | Si                                                         | Si                                                               | Si                                                                | Si                                                                             | Si                                                                        |
| Escáner de huellas dactilares | Parte trasera                                                                  | Parte trasera                                                                  | Parte trasera                                                                  | Parte trasera                                                                  | Parte trasera                                              | Pantalla                                                   | Parte trasera                                                    | Parte trasera                                                     | Parte trasera                                                                  | Pantalla                                                                  |
| Cámara trasera                | 48 MP (gran angular) con 8 MP (ultra ancho), 2 MP (macro) y 2 MP (profundidad) | 48 MP (gran angular) con 8 MP (ultra ancho), 2 MP (macro) y 2 MP (profundidad) | 48 MP (gran angular) con 8 MP (ultra ancho), 2 MP (macro) y 2 MP (profundidad) | 64 MP (gran angular) con 8 MP (ultra ancho), 2 MP (macro) y 2 MP (profundidad) | 48 MP (gran angular) con 5 MP (macro) y 2 MP (profundidad) | 48 MP (gran angular) con 2 MP (macro) y 2 MP (profundidad) | 64 MP (gran angular) con 8 MP (ultra ancho) y 2 MP (profundidad) | 108 MP (gran angular) con 8 MP (ultra ancho) y 2 MP (profundidad) | 64 MP (gran angular) con 8 MP (ultra ancho), 5 MP (macro) y 2 MP (profundidad) | 64 MP (gran angular) con 16 MP (ultra ancho), 2 MP (profundidad) y TOF 3D |
| Video de la cámara trasera    | 1080p@30/60fps                                                                 | 1080p@30/60fps                                                                 | 1080p@30fps                                                                    | 4K@30fps 1080p@30/60fps                                                        | 4K@30fps 1080p@30/60fps                                    | 1080p@30/60fps                                             | 4K@30fps 1080p@30/60fps                                          | 4K@30fps 1080p@30/60fps                                           | 4K@30fps 1080p@30/60fps                                                        | 6K@30fps 4K@30/60fps 1080p@30/60fps                                       |
| Flash trasero                 | LED                                                                            | LED                                                                            | LED                                                                            | LED                                                                            | LED                                                        | LED                                                        | LED                                                              | LED                                                               | LED                                                                            | Dual-LED                                                                  |
| Cámara frontal                | 8 MP                                                                           | 8 MP                                                                           | 13 MP                                                                          | 13 MP                                                                          | 13 MP                                                      | 13 MP                                                      | 16 MP                                                            | 32 MP                                                             | 16 MP                                                                          | 16 MP (gran angular) con 8 MP (ultra ancho)                               |
| Audio                         | Altavoz mono y conector de audio de 3,5 mm                                     | Altavoz mono y conector de audio de 3,5 mm                                     | Altavoz mono y conector de audio de 3,5 mm                                     | Altavoz mono y conector de audio de 3,5 mm                                     | Altavoz mono y conector de audio de 3,5 mm                 | Altavoz mono y conector de audio de 3,5 mm                 | Altavoz mono y conector de audio de 3,5 mm                       | Altavoz mono y conector de audio de 3,5 mm                        | Altavoz mono y conector de audio de 3,5 mm                                     | Altavoz mono y conector de audio de 3,5 mm                                |
| Batería                       | 5,000 mAh no removible Li-Po                                                   | 6,000 mAh no removible Li-Po                                                   | 5,000 mAh no removible Li-Po                                                   | 5,000 mAh no removible Li-Po                                                   | 5,000 mAh no removible Li-Po                               | 5,000 mAh no removible Li-Po                               | 6,000 mAh no removible Li-Po                                     | 6,000 mAh no removible Li-Po                                      | 5,000 mAh no removible Li-Po                                                   | 5,000 mAh no removible Li-Po                                              |
| Carga                         | USB-C, 10W                                                                     | USB-C, 20W TurboPower                                                          | USB-C, 10W                                                                     | USB-C, 20W TurboPower                                                          | USB-C, 15W                                                 | USB-C, 15W                                                 | USB-C, 20W TurboPower                                            | USB-C, 20W TurboPower                                             | USB-C, 50W TurboPower                                                          | USB-C, 20W TurboPower                                                     |
| USB                           | USB 2.0                                                                        | USB 2.0                                                                        | USB 2.0                                                                        | USB 2.0                                                                        | USB 2.0                                                    | USB 2.0                                                    | USB 2.0                                                          | USB 2.0                                                           | USB 2.0                                                                        | USB 3.1                                                                   |
| Dimensiones                   | 165.2 x 75.7 x 9.2 mm                                                          | 165.2 x 75.7 x 9.9 mm                                                          | 165.2 x 75.7 x 9.1 mm                                                          | 165.2 x 75.7 x 9.1 mm                                                          | 164.9 x 74.9 x 9 mm                                        | 167 x 76.4 x 9.3 mm                                        | 169.6 x 75.9 x 9.7 mm                                            | 169.6 x 75.9 x 9.8 mm                                             | 169.7 x 75.9 x 9.6 mm                                                          | 168.4 x 74 x 9.7 mm                                                       |
| Peso                          | 200 g                                                                          | 220 g                                                                          | 200 g                                                                          | 200 g                                                                          | 192 g                                                      | 206 g                                                      | 225 g                                                            | 225 g                                                             | 212 g                                                                          | 207 g                                                                     |
| Colores                       | Gris Aurora, Perla Iridiscente                                                 | Gris Aurora, Azul Brisa                                                        | Brisa azul, Rosa Flamenco                                                      | Negro Fantasma, Cielo Pastel                                                   | Gris acero, Verde Aguamarina                               | Meteorito Gris                                             | Champán Gris Helado Dinámico                                     | Champán Gris Helado Dinámico                                      | Tinta Azul, Menta Helada                                                       | Cielo Iridiscente, Océano Iridiscente, Gris Pizarra                       |